# Gamera 2 : L'Attaque de la légion
Série
Gamera : Gardien de l'Univers
(1995) Gamera 3 : La Revanche d'Iris
(1999)
Pour plus de détails, voir Fiche technique et Distribution.
Gamera 2 : L'Attaque de la légion (ガメラ2 レギオン襲来, Gamera Tsū: Region Shūrai) est un film japonais réalisé par Shūsuke Kaneko, sorti en 1996.

## Fiche technique
- Titre français : Gamera 2 : L'Attaque de la légion
- Titre original : ガメラ2 レギオン襲来, Gamera Tsū: Region Shūrai
- Réalisation : Shūsuke Kaneko
- Scénario : Kazunori Itō
- Musique : Kow Otani
- Langue : Japonais

## Distribution
- Yukijirō Hotaru  : Inspecteur Osako
- Ayako Fujitani : Asagi Kusanagi
- Yūsuke Kawazu : Nojiri